# Loxozona nitens
Loxozona nitens là một loài bướm đêm thuộc phân họ Arctiinae, họ Erebidae.